# 柏納德·李
柏納德·李（英語：Bernard Lee，1908年1月10日—1981年1月16日），英國電影演員。他以飾演頭十一部007系列電影中詹姆斯·龐德的上司M而聞名，1981年因胃癌而去世，未能參與《最高機密》的演出。

## 007系列電影出演
- 第七號情報員 (1962年)
- 第七號情報員續集 (1963年)
- 金手指 (1964年)
- 霹靂彈 (1965年)
- 雷霆谷 (1967年)
- 女王密使 (1969年)
- 金剛鑽 (1971年)
- 生死關頭 (1973年)
- 金鎗人 (1974年)
- 海底城 (1977年)
- 太空城 (1979年)